# Adolf Rázek
Adolf Rázek (30. listopadu 1930 – 2. listopadu 2018) byl český katolický aktivista, politický vězeň komunistického režimu, vyšetřovatel Úřadu dokumentace a vyšetřování zločinů komunismu specializující se zejména na pronásledování věřících (1995-2000) a člen Konfederace politických vězňů.

## Život
Adolf Rázek se narodil v Horním Jelení a v jeho útlém věku se rodina odstěhovala do Prahy. Vyučil se mechanikem a vystudoval sdělovací elektrotechniku na ČVUT. Na přelomu 40. a 50. let, když komunisté zlikvidovali katolický tisk, se podílel na vydávání jeho ilegální náhrady, za což byl v roce 1952 odsouzen a uvězněn (klasifikováno jako "protistátní činnost - pobuřování a sdružování proti republice"). Ve vězení strávil 4 roky, mimo jiné v táboře Mariánská na Jáchymovsku.
Poté pracoval střídavě jako dělník a technik, od roku 1975 byl vedoucí technicko-hospodářské správy Matematického ústavu ČSAV. V roce 1985 byl znovu zatčen a vězněn, tentokrát za práci v křesťanském samizdatu a dovoz křesťanské literatury. Široká mezinárodní publicita případu nakonec vedla k tomu, že byl odsouzen pouze k podmíněnému trestu a mohl i zůstat na MÚ ČSAV, odkud v roce 1990 odešel do důchodu.
Do listopadu 1989 byl členem ČSL, poté se podílel na zakládání KDS, odkud po krátké době odešel. Jako nestraník byl členem obvodního zastupitelstva a rady v Praze-Modřanech. Současně se na úseku sociální práce s vězni a uprchlíky angažoval v rámci nevládní organizace Charita.
Od roku 1992 pracoval na objasňování zločinů StB v Úřadu dokumentace a vyšetřování zločinů komunismu při FMV, od roku 1995, kdy úřad získal pravomoci policejního úřadu vyšetřování, jako vyšetřovatel. Mimo vyšetřovací činnost se věnoval též zprostředkování poznatků z vyšetřování veřejnosti.
Mimo jiné se v 90. letech zabýval případy Babice a Číhošť. I jeho zásluhou byl příslušník StB Ladislav Mácha, mučitel a spoluvrah P. Josefa Toufara, alespoň symbolicky souzen a odsouzen. Měl podíl na exhumaci ostatků pátera Toufara v roce 2015, kdy poskytl zákres Ďáblického hřbitova ze začátku 90. let 20. století. Vyšetřoval rovněž úmrtí kněze Franze Sitteho, k němuž došlo v roce 1960 v litoměřické vazební věznici. Podle jeho scénáře natočil v roce 1993 Karel Hynie film Na slunné straně Milešovky.
Do důchodu odešel v roce 2000 jako vedoucí odboru vyšetřování.